# 西藏自由之路
西藏自由之路是陈维明雕塑的一幅高浮雕作品，高二米，宽三米二，十个人物造型，表现了1959年以来西藏人民踏上流亡之路的悲壮。此雕塑在纽约举办浮雕群揭幕仪式。并被运往台北举办展览。最终被运往西藏流亡政府所在地印度达兰萨拉﹐永久存放。

## 其他相关
2014年，为纪念“西藏三•十抗暴55周年”。陈维明创作了以西藏僧侶自焚為主題的雕塑《燃烧的西藏》，藏人行政中央外长德吉曲央为雕塑揭幕。